# Zeitschrift der Deutschen Gesellschaft für Geowissenschaften
Die Zeitschrift der Deutschen Gesellschaft für Geowissenschaften ‒ German Journal of Geology (ZDGG) (ISSN 1860-1804, e-ISSN 1861-4094) besteht seit 1848. Bis einschließlich 2004 lautete der Titel Zeitschrift der Deutschen Geologischen Gesellschaft.
Schwerpunkte sind die Geologie Europas und angewandte Geowissenschaften. Herausgeber ist die Deutsche Geologische Gesellschaft – Geologische Vereinigung (DGGV).